# The Carpenters
The Carpenters (транскр.  Карпентерс) био је амерички музички поп дуо који су чинили Карен Карпентер и њен брат Ричард Карпентер. 1970-их су уживали велику популарност, а што се понекад тумачи тиме што су у доба када је рок сценом доминирао агресивни и „тврди” звук, публици понудили далеко „мекшу” алтернативу, а што их је на крају учинило једним од комерцијално најуспешнијих извођача свих времена. Три њихове песме су дошле на врх америчке Билбордове Хот 100 листе, а петнаест песама је дошло на врх топ-листе Adult Contemporary, учинивши их једним од најуспешнијих извођача софт рока, а досада је укупно продано преко 90 милиона њихових плоча. Каријеру током које су снимили 11 албума, је прекинута 1983. када је Карен Карпентер преминула од срчаног удара изазваног анорексијом.

## Дискографија
- (1969)
- (1970)
- (1971)
- (1972)
- (1973)
- (1975)
- (1976)
- (1977)
- (1978)
- (1981)

Објављени постхумно
- (1983)
- (1984)
- (1989)
- (2004)
- (2018)